# 프리시
프리시(1995년 9월 23일 ~)는 대한민국의 래퍼다. 2016년 디지털 싱글 앨범 [On My Way]로 데뷔했다.

## 학력
- 서울디지털대학교 실용음악학과 학사

## 방송
- 쇼미더머니4 (2015) - Top52

## 음반
- On My Way (2016)
- Prissy (2016)
- 나는 나니까 (2016)